# Penisa leucogramma
Penisa leucogramma là một loài bướm đêm trong họ Noctuidae.